# Northfleet (Schiff)
Die Northfleet war eine Dreimast-Blackwall-Fregatte, die 1853 von dem britischen Schiffseigner Duncan Dunbar in Dienst gestellt wurde und bis 1873 Passagiere und Fracht von Großbritannien nach Australien, Indien und China brachte. Am 22. Januar 1873 sank die Northfleet vor der Landzunge Dungeness an der Küste der englischen Grafschaft Kent nach der Kollision mit dem spanischen Dampfschiff Murillo. Von den 379 Menschen an Bord kamen in der Panik 293 ums Leben, bevor Retter am Unglücksort eintrafen.

## Das Schiff
Das aus Holz gebaute Segelschiff Northfleet lief 1853 in der Werft von Pitcher & Company Ltd. in der englischen Stadt Northfleet vom Stapel und wurde auch nach dieser Stadt benannt. Sie war 54,86 m lang, 9,84 m breit und hatte einen Tiefgang von 6,09 m. Das Schiff war mit drei Masten ausgestattet. Das Schiff wurde von dem prominenten Londoner Schiffseigner, Weinhändler und Millionär Duncan Dunbar (1803–1862) in Auftrag gegeben und war auch in London registriert. Sie war ein Segelschiff des Typs Blackwall, der zwischen den 1830ern und den 1870ern seine Blütezeit hatte.
Die Northfleet wurde wie die anderen Schiffe von Dunbar im Passagier- und Frachtverkehr von Großbritannien nach Australien eingesetzt, segelte aber auch nach Indien und China. Nach Dunbars Tod wurde die Northfleet von dem Unternehmen John Patton, Jr. & Company aus London aufgekauft. 1872 wurde das Schiff gechartert, um Arbeiter und ihre Familien, sowie 340 Tonnen Schienen für die Eisenbahn und 240 Tonnen weitere Fracht für den Eisenbahnbau nach Tasmanien zu befördern, wo eine Eisenbahnstrecke gebaut werden sollte.

## Untergang
Am Montag, dem 13. Januar 1873 legte die Northfleet in Gravesend zur Überfahrt nach Hobart, der Hauptstadt Tasmaniens, ab. An Bord waren 34 Besatzungsmitglieder, darunter ein Lotse, drei Passagiere der Ersten Klasse sowie die Angestellten der Eisenbahngesellschaft mit Familien, darunter 248 Männer, 42 Frauen und 52 Kinder (insgesamt 379 Personen). Das Kommando hatte der 33-jährige Kapitän Edward Knowles, dessen Ehefrau die Fahrt mitmachte.
Aufgrund schlechten Wetters war die Northfleet gezwungen, die Fahrt zu unterbrechen und am Mittwoch, dem 22. Januar 1873 fünf Kilometer vor der Landspitze Dungeness an der Küste von Kent vor Anker zu gehen. Danach sollte sie den Ärmelkanal durchqueren und die Fahrt nach Tasmanien fortsetzen. Es war ein klarer, ruhiger Abend, das Schiff war hell erleuchtet und weithin sichtbar und viele Passagiere schliefen bereits. Gegen 22.30 Uhr wurde die immer noch vor Anker liegende Northfleet aus ungeklärter Ursache von dem 300 Tonnen großen spanischen Dampfschiff Murillo gerammt, das sofort wieder Fahrt aufnahm und verschwand. Die Northfleet wurde mittschiffs getroffen und bis zur Wasserlinie aufgerissen.
Der schwer beladene Segler sank innerhalb einer halben Stunde. Es herrschte Panik unter Passagieren und Besatzung. Kapitän Knowles kämpfte sich durch die Menge und versuchte mit einem Revolver die Männer zurückzuhalten, um Frauen und Kinder zu retten. Bevor andere Schiffe in der Nähe etwas bemerkten und zu Hilfe kommen konnten, ertranken 293 Passagiere und Besatzungsmitglieder. Von den Frauen überlebten nur die Frau des Kapitäns und eine Auswanderin. Auch von den 52 Kindern wurden nur zwei gerettet. Kapitän Knowles ging mit seinem Schiff unter. Zwei Rettungsboote kamen von Schiff klar; eines hatte keine Ruder an Bord und das andere war beschädigt.
Der Schlepper City of London, die Logger Mary und Princess sowie ein Lotsenboot nahmen die Überlebenden auf. Der Klipper Corona lag in Sichtweite der Northfleet vor Anker, bemerkte die Tragödie aber nicht, da der Ausguck schlief. Die Rettung verzögerte sich auch, da der Kapitän erst 15 Minuten nach dem Zusammenstoß das Abschießen von Notraketen befahl und die Kanone, mit der die Raketen abgefeuert werden sollten, blockiert war. Die Murillo wurde erst am 22. September 1873, acht Monate nach dem Vorfall, vor Dover aufgegriffen. Ein Gericht ordnete den Verkauf des Schiffs an und rügte Kapitän Berrute und die Offiziere.
Noch lange Zeit nach dem Untergang wurden Leichen an die Küste gespült. Fischer und Seeleute erhielten eine Belohnung für jedes Todesopfer, das sie bergen konnten. Die Toten wurden in den Küstenorten New Romney, Capel-le-Ferne, St. Margaret’s-at-Cliff und Worth beerdigt. Die meisten konnten nicht identifiziert werden und endeten in einem Massengrab mit einer schlichten Gedenkplakette.